# Хвороба Меньєра
Хвороба Меньєра — негнійне захворювання внутрішнього вуха, що характеризується збільшенням обсягу ендолімфи (лабіринтної рідини) і підвищенням внутрішньолабіринтного тиску (ендолімфатичний гідропс), в результаті чого виникають рецидивні напади прогресуючої глухоти (частіше односторонньої), системного шуму. Хвороба була вперше вивчена французьким лікарем Проспером Меньєром (1799—1862). Належить до рідкісних захворювань, згідно з даними різних авторів, частота захворювання варіює від 20 до 200 випадків на 100 000 населення. У тих випадках, коли передбачається вторинний характер ендолімфатичного гідропсу, у безпосередньому зв'язку з іншим захворюванням, традиційно використовується термін «синдром Меньєра».
На хворобу Меньера страждають переважно представники європеоїдної раси. Середній вік хворих коливається від 20 до 50 років, але хвороба може траплятися і в дітей. Дещо частіше захворювання зустрічається в осіб інтелектуальної праці та у мешканців великих міст. Етіологія захворювання остаточно не з'ясована.

## Етіологія
Причини появи цього захворювання до кінця не вивчені, проте найчастіше припускають такі:
- ангіоневроз;
- вегетативну дистонію;
- порушення обміну ендолімфи та іонного балансу внутрішньолабіринтних рідин;
- вазомоторні та нервово-трофічні розлади;
- інфекцію та алергію;
- порушення харчування, вітамінного та водного обміну.

## Симптоматика
Дебютувати хвороба Меньєра може як із вестибулярних, так і зі слухових (зниження слуху, закладеність вуха, вушний шум) симптомів. У перші 2-3 роки захворювання приглухуватість може бути минущою з практично повним відновленням слуху в періоді між нападами. З роками слух поступово знижується, аж до повної глухоти.
Основні симптоми:
- періодичні напади системного запаморочення;
- розлад рівноваги (хворий не може ходити, стояти і навіть сидіти);
- нудота, блювання;
- посилене потовиділення;
- зниження, рідко підвищення, артеріального тиску, збліднення шкірних покривів;
- дзвін, шум у вусі (вухах).
- порушення координації.

Зазвичай перебіг хвороби Меньєра непередбачуваний: симптоми хвороби можуть погіршитися, або поступово зменшитися, або залишитися без зміни. У хворих, які страждають на хворобу Меньєра, згодом можуть з'явитися й інші прояви. Напади запаморочення поступово можуть погіршитися і стати частішими, внаслідок чого хворий втрачає працездатність, не може нормально водити автомобіль і займатися іншою фізичною активністю. Хворі змушені постійно бути вдома. Порушення слуху стає незмінним. У деяких хворих розвивається глухота на стороні ураження. Прояви тинітуса також можуть з часом погіршитися. Також відзначається перехід патологічного процесу з одного вуха до іншого. У такому разі може навіть розвинутись повна глухота.
Водночас трапляються випадки, коли захворювання поступово самостійно проходить і більше ніколи не рецидивує. Деякі пацієнти, які страждають на хворобу Меньєра, відзначають, що через 7-10 років у них поступово зменшуються прояви запаморочень, напади з'являються рідше. У деяких хворих ці прояви можуть повністю минути. Крім того, симптоми тинітуса також можуть повністю минути, а слух нормалізуватися.

## Лікування
Лікування хвороби Меньєра проводиться за двома напрямками: усунення гострого нападу та профілактика нових нападів. Всі існуючі зараз способи та методи лікування спрямовані на полегшення переносимості хворими на напади запаморочення, але не змінюють значно перебіг процесу і не запобігають розвитку приглухуватості. Однак індивідуальна терапія, що підбирається з урахуванням супутніх захворювань, може уповільнити розвиток приглухуватості, зменшити вираженість вушного шуму, зменшити частоту і вираженість запаморочення.

### Лікування гострого нападу
Госпіталізація зазвичай не потрібна, за винятком випадків рясного блювання зі зневодненням. Для усунення нападу використовуються седативні препарати (діазепам), засоби, що покращують мозковий кровообіг, дегідратаційні засоби. У гострому періоді доцільно вводити препарати парентерально чи свічках. Деякі експерти рекомендують проведення завушних новокаїнових блокад.

### Медикаментозна профілактика нападів
Лікування в періоді між нападами (підтримуюча терапія) має бути комплексним та активним. Застосовуються засоби, спрямовані на всі сторони патологічного процесу:
- Прийом сечогінних засобів (діуретиків) з метою зменшення накопичення у внутрішньому вусі рідини (ендолімфатичний гідропс).
- Бетагістину дигідрохлорид — гістаміноподібний препарат, діє на кохлеарний кровотік, а також центральний та периферичний вестибулярний апарат. Зменшує інтенсивність та тривалість запаморочень, робить їх більш рідкісними.[4]
- Препарати, що покращують мозковий кровообіг (цинаризин).
- Кортикостероїди з метою зменшення запалення внутрішнього вуха.

### Немедикаментозне лікування
- Зниження споживання солі задля зменшення кількості рідини у внутрішньому вусі.
- Обмеження вживання алкоголю, куріння тютюну та приймання кофеїну, а також стресів та будь-яких станів, що провокують напади.
- Реабілітаційна гімнастика[10] для тренування почуття рівноваги допомагає 70-80 % пацієнтів покращити хронічні симптоми[11].
- Хімічна абляція лабіринту — застосовується у важких випадках вираженого запаморочення, яке не усувається медикаментозними засобами. Полягає у введенні в барабанну порожнину ототоксичних антибіотиків, таких як гентаміцин. В результаті зменшується вироблення ендолімфи клітинами внутрішнього вуха та патологічна імпульсація з боку ураженого лабіринту.

Щадні хірургічні операції:
- Хірургічне дренування ендолімфатичного мішка — застосовується при неефективності консервативного лікування симптомів хвороби Меньєра та збереженому слуху з ураженого боку. Мета — зменшити тиск в ендолімфатичному просторі, зменшити прояви хвороби, не ушкоджуючи при цьому структуру вуха.
- саккулотомія — декомпресивна операція на сферичному мішечку;
- перетин вестибулярного нерва з метою припинення аферентної імпульсації, що сприяє зникненню вестибулярних розладів.
- лазеродеструкція горизонтального напівкружного каналу — дозволяє домогтися позбавлення від нападів запаморочення в найближчі та віддалені терміни, зберегти слух і затримати розвиток гідропічного процесу в іншому вусі при односторонньому процесі.[12]

При безуспішності щадних видів хірургічних втручань проводять такі деструктивні операції як:
- лабіринтектомія
- кохлеосаккулотомія
- вестибулярна нейректомія

Слід зазначити, що операції на автономній нервовій системі та перерізання сухожиль м'язів барабанної порожнини малоефективні, а декомпресивні та деструктивні хірургічні втручання, як правило, призводять до глухоти на опероване вухо та поновлення нападів запаморочень у віддалені терміни у зв'язку з фіброзним заростанням створених співустей.